# Liste des localités de l'Île Norfolk
L’île Norfolk est un territoire australien du sud-ouest de l'océan Pacifique, qui ne compte pas de ville mais plutôt des bourgs et des hameaux.

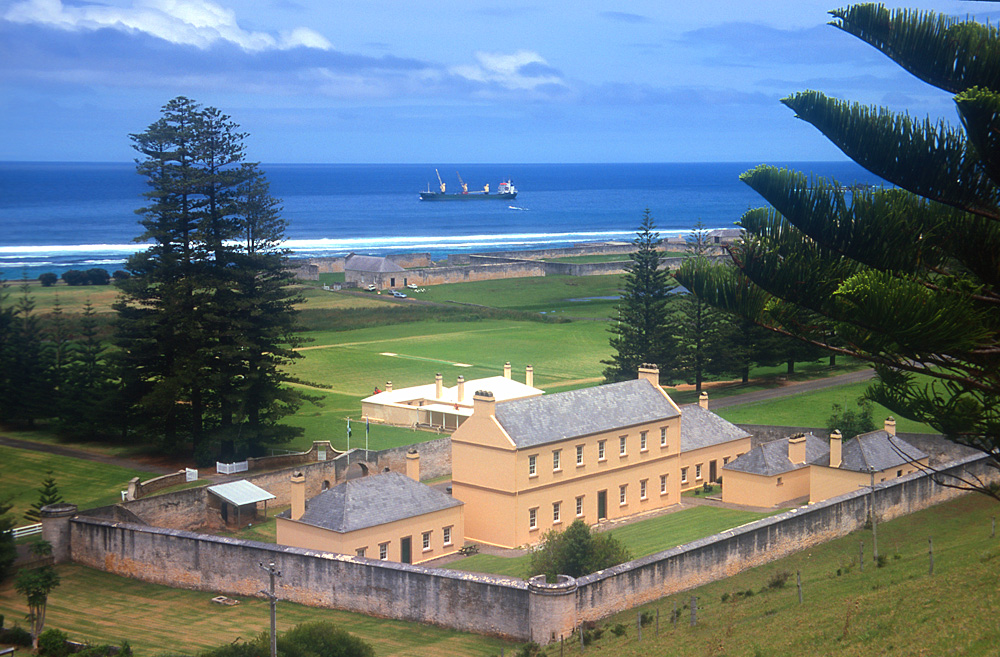
Baraquements militaires à Kingston.

Deux bourgs ayant une population supérieure à 2 000 habitants existent sur l'île :
- Kingston, la capitale officielle ;
- Burnt Pine, village le plus peuplé, avec, à proximité, l'aéroport international de l'île Norfolk.

Les autres localités sont les suivantes :
- Anson Bay
- Bumboras
- Cascade
- Longridge
- Middlegate
- Rocky Point
- Steeles Point